# Пирамида (Кадаре)
«Пирамида» — роман албанского писателя Исмаила Кадаре, считающийся одной из лучших его работ.
Представляет собой повествование о строительстве пирамиды Хеопса, полное аллюзий на современность и на коммунистический проект, который осуществлялся в Албании. Считается типичным диссидентским произведением.
Как и в других своих романах, Кадаре использует только чистый албанский язык и не пользуется иностранными словами. Это уникальное свойство его романов, и многие приписывают ему заслугу усовершенствования литературного албанского языка.